# Liste der Baudenkmale in Goslar - Frankenberger Plan
In der Liste der Baudenkmale in Goslar - Frankenberger Plan sind alle Baudenkmale in der Straße Frankenberger Plan der niedersächsischen Gemeinde Goslar aufgelistet. Die Quelle der Baudenkmale ist der Denkmalatlas Niedersachsen. Der Stand der Liste ist der 15. Oktober 2022.

## Allgemein
In den Spalten befinden sich folgende Informationen:
- Lage: die Adresse des Baudenkmales und die geographischen Koordinaten. Kartenansicht, um Koordinaten zu setzen. In der Kartenansicht sind Baudenkmale ohne Koordinaten mit einem roten Marker dargestellt und können in der Karte gesetzt werden. Baudenkmale ohne Bild sind mit einem blauen Marker gekennzeichnet, Baudenkmale mit Bild mit einem grünen Marker.
- Bezeichnung: Bezeichnung des Baudenkmales
- Beschreibung: die Beschreibung des Baudenkmales. Unter § 3 Abs. 2 NDSchG werden Einzeldenkmale und unter § 3 Abs. 3 NDSchG Gruppen baulicher Anlagen und deren Bestandteile ausgewiesen.
- ID: die Objekt-ID des Baudenkmales
- Bild: ein Bild des Baudenkmales, ggf. zusätzlich mit einem Link zu weiteren Fotos des Baudenkmals im Medienarchiv Wikimedia Commons. Wenn man auf das Kamerasymbol klickt, können Fotos zu Baudenkmalen aus dieser Liste hochgeladen werden:

Zurück zur Hauptliste
| Lage                                                    | Bezeichnung                     | Beschreibung | ID       | Bild           |
| ------------------------------------------------------- | ------------------------------- | --- | -------- | -------------- |
| Frankenberger Plan 51° 54′ 14″ N, 10° 25′ 12″ O         | Straßenraum                     | | 36591623 |                |
| Frankenberger Plan 51° 54′ 13″ N, 10° 25′ 11″ O         | Brunnen                         | Brunnenbecken aus Sandstein mit gusseiserner Säule und bekrönender Brunnenfigur, aufgestellt 1950–51 nach Entwürfen von Prof. Georg Fürstenberg unter Verwendung einer älteren Brunnenschale; Standort an zentraler Stelle auf dem dreieckigen Platzraum des Frankenberger Plans. | 36559819 |                |
| Frankenberger Plan 51° 54′ 11″ N, 10° 25′ 6″ O          | Frankenberger Kirche            | Pfarrkirche, Neubau anstelle einer Vorgängerkirche ab etwa 1130 errichtet, ursprünglich flach gedeckter Innenraum um 1230–1240 mit Kreuzgratgewölben überdeckt. Seit vermutlich 1234 Klosterkirche des Konvents der büßenden Schwestern der heiligen Magdalena, nach Auflösung des Klosters im frühen 19. Jh. als lutherische Pfarrkirche unter dem Patrozinium St. Peter und Paul genutzt. Spätromanische dreischiffige Basilika mit Kreuzgratgewölben, Haupt- und Nebenschiffjoche im Gebundenen System, Chor mit halbkreisförmiger Apsis; Westbau mit ursprünglicher Doppelturmfront, 1783 wegen Baufälligkeit abgetragen und durch spätbarocken Einzelturm mit Holzhaube ersetzt. Fassade in Bruchsteinmauerwerk, an der Südseite Strebepfeiler. 1873–1880 umfassende Renovierung. | 36595422 | Weitere Bilder |
| Frankenberger Plan 51° 54′ 12″ N, 10° 25′ 8″ O          | Frankenberger Kirche (Kirchhof) | Ehemaliger Kirchhof des Frankenberger Klosters, gelegen südlich und östlich der Frankenberger Kirche; am Südrand begrenzt durch eine Stützmauer. | 36565831 | BW             |
| Frankenberger Plan 1 51° 54′ 15″ N, 10° 25′ 13″ O       | Wohnhaus                        | Zweigeschossiger Fachwerkbau mit Satteldach in Schieferdeckung, Eckhaus, traufständig zum Frankenberger Plan. Fassade mit Blechplatten verkleidet, Giebelseite fachwerksichtig, Giebeldreieck mit Holz verschalt. | 36521678 |                |
| Frankenberger Plan 1 51° 54′ 15″ N, 10° 25′ 13″ O       | Wirtschaftsgebäude              | Zweigeschossiger Fachwerkbau mit Satteldach mit Schieferdeckung, traufständig. Fassade fachwerksichtig, Tordurchfahrt auf der linken Fassadenseite; Oberstock vorkragend, Balkenköpfe gerundet und horizontal profiliert, Schwelle mit Profilen und Abfasungen, farbig gefasst. | 36583060 |                |
| Frankenberger Plan 2 51° 54′ 14″ N, 10° 25′ 12″ O       | Wohnhaus                        | Zweigeschossiger Fachwerkbau mit Satteldach in Ziegeldeckung und mittigem Zwerchhaus, traufständig mit seitlichem Bauwich. Fassade fachwerksichtig, mit schmalen Zwischengefachen, Giebelseite mit Schiefer verkleidet. | 36521709 |                |
| Frankenberger Plan 2 51° 54′ 15″ N, 10° 25′ 12″ O       | Hinterhaus                      | Zweigeschossiges Gebäude mit Satteldach in Ziegeldeckung, frei stehend. Fassade mit Holz verschalt, Mittelrisalit mit Dreiecksgiebel. | 36582907 | BW             |
| Frankenberger Plan 3 51° 54′ 14″ N, 10° 25′ 12″ O       | Wohnhaus                        | Dreigeschossiger Fachwerkbau mit Satteldach in Schieferbehang, traufständig. Fassade seit 1899 mit Schiefer verkleidet, 2. OG vorkragend, Brüstungsgefache mit regelmäßigen Fußstreben, Schwelle mit Treppenfries. Dachbalken auf erneuerten Knaggen, Balkenköpfe mit Birnstab und seitlichen Maßwerkschnitzereien, Windbretter zwischen den Dachbalken, Dachschwelle mit Trapezfries. | 36521739 |                |
| Frankenberger Plan 4 51° 54′ 14″ N, 10° 25′ 11″ O       | Wohnhaus                        | Zweigeschossiger Fachwerkbau mit Satteldach in Ziegeldeckung, traufständig. Fassade mit Schiefer verkleidet. | 36521770 |                |
| Frankenberger Plan 5 51° 54′ 14″ N, 10° 25′ 10″ O       | Wohnhaus                        | Eineinhalbgeschossiger Massivbau mit Satteldach in Ziegeldeckung, auf rückwärtigem Grundstück angebaut an straßenseitiges Wohnhaus. Fassade verputzt, Dachgiebel fachwerksichtig. | 36521826 |                |
| Frankenberger Plan 6 / 6a 51° 54′ 13″ N, 10° 25′ 7″ O   | Klostergebäude                  | Zweigeschossiger Fachwerkbau mit Walmdach in Schieferdeckung, frei stehend an der Nordwestecke des Klostergeländes; ringförmige, polygonale Grundrissstruktur um einen Innenhof, Öffnung an der Nordostecke zur Toröffnung in der ehemaligen Stadtmauer. Fassade fachwerksichtig, regelmäßige Gefachstruktur mit Lang- und K-Streben; hofseitig Erdgeschoss sowie viergeschossiger Eckturm am Südwestflügel in Massivbauweise. | 36595305 |                |
| Frankenberger Plan 6b, c, d 51° 54′ 14″ N, 10° 25′ 8″ O | Kavaliershaus                   | Ehemaliges sogenanntes Kavaliershaus des Frankenberger Klosters. Eingeschossiger Fachwerkbau auf hohem Mauerwerkssockel, Satteldach mit Ziegeldeckung, frei stehend auf Gartengrundstück. Fassade fachwerksichtig, Mauerwerkssockel verputzt. | 36521882 |                |
| Frankenberger Plan 6e, f, g 51° 54′ 14″ N, 10° 25′ 9″ O | Kavaliershaus                   | Ehemaliges sogenanntes Kavaliershaus des Frankenberger Klosters. Eingeschossiger Fachwerkbau auf hohem Mauerwerkssockel, Satteldach mit Ziegeldeckung, frei stehend auf Gartengrundstück. Fassade fachwerksichtig, Mauerwerkssockel verputzt; nordseitig abgeschleppter Dachbereich. | 36521913 | BW             |
| Frankenberger Plan 6h 51° 54′ 14″ N, 10° 25′ 10″ O      | Torhaus                         | Zweigeschossiger Fachwerkbau mit Satteldach in Ziegeldeckung, frei stehend; Satteldach mit „Goslarer Giebel“. Fassade fachwerksichtig, EG teilweise mit hohem Sockelmauerwerk, verputzt. Dachbalkenköpfe auf kleinen Knaggen mit Taustab und Kerbschnitten, dazwischen Windbretter. | 36595335 |                |
| Frankenberger Plan 6 h-i 51° 54′ 14″ N, 10° 25′ 9″ O    | Tor                             | Einfahrtstor zum Frankenberger Kloster, eingebaut in eine Natursteinmauer zwischen dem Torhaus auf der Nordseite und dem Wohnhaus auf der Südseite. Ursprünglich Dälentor eines Bürgerhauses in der Bergstraße 61, 1906 an den neuen Standort transloziert und architektonisch integriert. Leicht spitzbogige Toröffnung, in mehrfacher Folge von Birnstabprofilen eingefasst, mit Überschneidungen am Scheitel und in den Kämpferbereichen; oberer Abschluss in einem mit Krabben besetzten Wimpergbogen. Beiderseits der Toröffnung zwei Fialen mit Kreuzblumenaufsätzen, mit integrierten Wappensteinen, Inschrift „Ano dm M.D.X“. | 36595366 |                |
| Frankenberger Plan 6i 51° 54′ 13″ N, 10° 25′ 10″ O      | Wohnhaus                        | Zweigeschossiges Gebäude mit Krüppelwalmdach, giebelständig in Randbebauung des Klostergeländes. Sockel und EG in Massivbauweise, Sockelbereich in Natursteinmauerwerk, EG verputzt; OG in Fachwerkbauweise, fachwerksichtig; straßenseitiger Dachgiebel mit polygonalem Erker. | 36521942 |                |
| Frankenberger Plan 7 51° 54′ 13″ N, 10° 25′ 10″ O       | Küsterhaus                      | Zweigeschossiger Fachwerkbau mit Walmdach in Schieferdeckung, Teil der Randbebauung des Klostergeländes. Errichtet in Ständerbauweise, Fassade fachwerksichtig, südlicher Gebäudeteil zweigeschossig auf hohem Sockelmauerwerk, nördlicher Gebäudeteil als Torhaus ausgebildet. Setzschwelle über der Durchfahrt mit Inschriftband, Brüstungsgefache mit regelmäßigen Fußstreben; hofseitig Schwelle mit Bügelfries. | 36521972 |                |
| Frankenberger Plan 8 51° 54′ 13″ N, 10° 25′ 11″ O       | Spital Kleines Heiliges Kreuz   | Eingeschossiger Massivbau mit Satteldach in Schieferdeckung, traufständig; errichtet ab etwa 1394 als bürgerliche Hospitalstiftung für das Frankenberger Kloster, Nordostgiebel 1686 neu errichtet in Fachwerkbauweise. Fassade verputzt, Nordostgiebel fachwerksichtig, OG leicht vorkragend, Stockwerksschwelle mit Abfasungen zwischen den Balkenköpfen. | 36595391 |                |
| Frankenberger Plan 8 51° 54′ 12″ N, 10° 25′ 10″ O       | Nebengebäude                    | Eingeschossiger Fachwerkbau mit Pultdach, giebelständig. Fassade fachwerksichtig, auf Sockel aus Bruchsteinmauerwerk. | 36573381 | BW             |
| Frankenberger Plan 9 51° 54′ 13″ N, 10° 25′ 12″ O       | Wohnhaus                        | Dreigeschossiger Fachwerkbau mit Satteldach in Ziegeldeckung und mittigem Zwerchhaus, traufständig mit seitlichen Bauwichen. Fassade fachwerksichtig, mit schmalen Zwischengefachen in den paarweise gekuppelten Fensterachsen sowie mit K.Streben zwischen den Fensterachsen. Zunftzeichen sowie Inschrift an den Setzschwellen des Zwerchhauses: „Ein fröhlich Herz ein friedlich Haus, daß macht das Glück des Lebens aus. A:D:1900“ und „Schaffen und Streben ist Gottes Gebot, Arbeit ist Leben, Nichtstun der Tod“. | 36522004 |                |
| Frankenberger Plan 10 51° 54′ 13″ N, 10° 25′ 13″ O      | Wohnhaus                        | Dreigeschossiger Fachwerkbau mit Satteldach in Schieferdeckung, traufständig mit seitlichem Bauwich. Fassade fachwerksichtig mit schmalen Zwischengefachen, rechtsseitiger Risalit mit Dreiecksgiebel. | 36522034 |                |
| Frankenberger Plan 11 51° 54′ 13″ N, 10° 25′ 13″ O      | Wohnhaus                        | Dreigeschossiger Fachwerkbau mit Satteldach in Schieferdeckung, traufständig mit seitlichem Bauwich. Fassade fachwerksichtig mit schmalen Zwischengefachen, rechtsseitiger Risalit mit Dreiecksgiebel. | 36522065 |                |